# Medron Gongkar
Medrong Gongkar, även stavat Maizhokunggar, är ett härad (dzong) som lyder under Lhasa i Tibet-regionen i sydvästra Kina.